# Erwin Schneider
Erwin Hermann Manfred Schneider, detto Re delle settemila montagne (Jáchymov, 13 aprile 1906 – Lech am Arlberg, 18 agosto 1987), è stato un alpinista e cartografo austriaco, fu soprannominato con reverenza il "Re delle settemila montagne" per aver scalato numerose vette di quell'altezza nella catena dell'Himalaya e molti seimila nelle Ande,  delle quali prime salite. Creò durante le sue spedizioni alpinistiche una mappa su larga scala di parti del Nepal, le cosiddette "mappe di Schneider" ed altre che sono considerate da molti esperti insuperabili nella loro rappresentazione di paesaggi estremi di alta montagna. In particolare produsse le prime mappe di alta qualità del Khumbu e delle montagne attorno al Monte Everest e fu autore di pubblicazione dei suoi viaggi.

## Biografia
Erwin Schneider nacque il 13 aprile 1906 figlio di Anton Schneider, a Kitzbühel, e di Johanna nata Zazula, originaria di Idria, nella casa numero 415 a Sankt Joachimsthal in Boemia, e gli fu dato il titolo di nome Erwin Hermann Manfred Schneider,  il 10 maggio 1906 fu battezzato cattolico. Suo nonno era il consigliere alpino Florian Schneider di Chiusa vicino a Bolzano.

## Successi come alpinista
- Nel 1927 il 30/31 luglio con Ludwig Obersteiner, salì per la cresta delle Dames Anglaises concretizzando la prima ascensione della «piccola» (via classica della Cresta di Peutérey), contrafforti italiani, massiccio del Monte Bianco.
- 1929 il 16 marzo effettua la 1° ascensione invernale dell’Aiguille Noire de Peutérey della parete Est-Sudest con H. Hoerlin e H. Schröder nei contrafforti italiani, massiccio del Monte Bianco.
- 1929 il 20 marzo con Armand Charlet e Roger Frison-Roche, Hermann Hörlin e H. Schröder, realizzano la 1° invernale dalla parete Nord Ovest dell’Aiguille de Bionnassay, Gruppo Bionnassay-Gouter, massiccio del Monte Bianco.
- 1929 il 20/21 marzo con Hermann Hörlin e H. Schröder, realizzano la 1° invernale in traversata fino al Col du Midi. Percorso su creste in gran parte nevose, sempre aeree e affilate, nel gruppo del Monte Bianco. Dislivello 1.600 m, sulla distanza di quasi 6 km. Difficoltà D, Gruppo Bionnassay-Gouter, massiccio del Monte Bianco.
- 1929 il 31 marzo con H. Hoerlin sale per la Cresta Sudest dell’Aiguille Blanche de Peutérey proveniendo delle Dames Anglaises, Contrafforti italiani, massiccio del Monte Bianco.

Un risultato sensazionale fu la prima salita del Picco Ibn Sina (7.134  m) il 25 luglio 1928 insieme a Karl Wien e Eugen Allwein, all'epoca fu il record per la montagna più alta scalata, con la spedizione tedesco-sovietica Alai Pamir. Durante la spedizione internazionale himalayana del 1930 guidata da Günter Oskar Dyhrenfurth, Schneider raggiunse altre quattro vette di settemila nella regione del Kangchenjunga e, insieme ad altri membri della spedizione, migliorò il suo record di salita  portandolo a 7.462 metri sul Jongsang Ri.  
All'epoca erano stati scalati solo undici settemila; Erwin Schneider aveva partecipato a cinque di queste prime salite, che gli avevano procurato una certa fama negli ambienti alpinistici e fu soprannominato con reverenza il "Re delle settemila montagne". 
Schneider è stato membro delle prime due spedizioni del Club alpino tedesco-austriaco nelle Ande peruviane. Nel corso di tre spedizioni nel 1932, 1936 e 1939 furono scalati per la prima volta 12 dei 18 seimila della Cordillera Blanca (così come le montagne della Cordillera Huayhuash ) e furono create mappe delle montagne della regione per il prima volta. Oltre al suo lavoro di cartografo, Schneider realizzò numerose prime salite. Difatti nel 1932 arrivò nella Cordillera Blanca per la prima volta una spedizione esplorativa del Deutscher und Österreichischer Alpenverein; guidata da Philip Borchers, ne facevano parte Wilhelm Bernard, Erwin Hein, Hermann Hörlin, Hans Kinzl e lo stesso Erwin Schneider. Lo scopo principale della spedizione era quello di realizzare la prima carta topografica della zona settentrionale della Cordillera; la maggior parte del lavoro fu quindi dedicata ai rilevamenti topografici e alle misurazioni delle cime. Ciononostante, gli austro-tedeschi riuscirono a completare le prime ascensioni di alcune delle vette più importanti della zona. Il 20 luglio 1932, Hein, Hoerlin, Bernard, Borchers e Schneider salirono al colle della Garganta dal ghiacciaio occidentale e di lì raggiunsero la cima del Huascarán Sud a 6.768 m, per quella che sarebbe poi diventata la via normale alla cima.
La via normale, è di difficoltà compresa tra PD (Poco Difficile) e AD (Abbastanza Difficile) ed è esposta al rischio di valanghe nel tratto sottostante il colle della Garganta. Per questa ragione fu essenziale per la spedizione attraversare questa sezione prima che il sole riscaldase la porzione di ghiacciaio sovrastante il colle.
Erwin Schneider fu anche membro della tragica spedizione tedesca al Nanga Parbat del 1934. Insieme a Peter Aschenbrenner raggiunse la quota di 7.895  m. finché un cambiamento del tempo uccise gran parte della squadra e la scalata fu interrotta. Schneider e Peter Aschenbrenner furono successivamente accusati, tra l'altro, di aver violato il loro obbligo di assistenza nei confronti dei compagni. Alla fine del dibattito non fu  possibile dimostrare alcun illecito dei due e queste accuse secondo alcuni erano motivate da un punto di vista ideologico e competitivo fra club alpinistici.
Schneider declinò l'invito a prendere parte alla spedizione al Nanga Parbat del 1953, di cui Hermann Buhl effettuò la prima scalata, dopo disaccordi con la direzione dell'organizzazione. Secondo il rapporto di Buhl, Schneider gli avrebbe fornito in anticipo preziose informazioni sulla natura della zona della vetta.

## Risultati come cartografo
Erwin Schneider fu membro del gruppo di lavoro per la ricerca comparativa in alta montagna, cartografo ufficiale dell'Associazione alpina tedesca e aveva il titolo di professore.
In seguito alle spedizioni in Perù furono pubblicati diverse mappe e libri sulle Ande peruviane, nella cui creazione giocò un ruolo chiave. Insieme a Rüdiger Finsterwalder creò una mappa su larga scala di parti del Nepal, le cosiddette "mappe di Schneider" ed altre che sono considerate da molti esperti insuperabili per la loro precisione e nella loro rappresentazione di paesaggi estremi di alta montagna. In particolare, furono create le prime mappe di alta qualità del Khumbu e delle montagne attorno al Monte Everest.

## Prime salite (estratto)
- Picco Lenin (7.134  m) il 25 settembre 1928
- Ramthang Lho (6.601  m) il 19 maggio 1930
- Nepal Peak (7.177  m) il 24 maggio 1930 (in solitaria)
- Jongsang Ri (7.462  m) il 3 giugno 1930 insieme a Hermann Hoerlin
- Chorten Nyima (picco Dodang Nyima) (6.927  m) il 10 giugno 1930

### Sud America
- Huascarán Sur (la montagna più alta del Perù con 6.746 m) il 20 luglio 1932 insieme a Wilhelm Bernard, Philipp Borchers, Erwin Hein, Hermann Hoerlin, Nestor Montes e Faustino Rojo lungo la via normale odierna.
- Chopicalqui (6.345 m) il 3 agosto 1932 insieme a Borchers, Hein e Hoerlin sulla cresta sud-ovest.
- Artesonraju (6.025 m) il 19 agosto 1932 insieme a Hein sulla cresta nord e sullo sperone nord-est.
- Huandoy (6.395 m) il 12 settembre 1932 insieme a Hein sui pendii meridionali.
- Copa (6.188 m) il 26 settembre 1932 insieme a Hein sul versante ovest.
- Quitaraju (6.036 m) il 17 giugno 1936 insieme ad Arnold Awerzger sulla cresta ovest.
- Pucajirca Sur (6.039 m) in solitaria il 1 luglio 1936.
- Siula Grande (6.344 m) il 28 luglio 1936 insieme ad Awerzger sulla cresta nord.
- Rasac (6.017 m) in solitaria nel 1936.